# Fűfej
A fűfej harisnyába csomagolt földlabda, melynek tetején fűmagok vannak. 2-5 napi locsolás után a fű nőni kezd belőle. Rendszeres locsolással és vágással különböző „frizurájú” fűfejek készíthetőek belőle. A fűfej a '90-es években vált népszerűvé.
A fűfej Amerikában a '80-as években Chia Pet néven vált ismertté, az amerikai változatoknál terrakotta alapból nőtt ki a fű. Akár állatok, rajzfilmfigurák (Tapsi Hapsi, Garfield) vagy híres emberek (Barack Obama, George Washington) formájára is készítették őket.

## Galéria

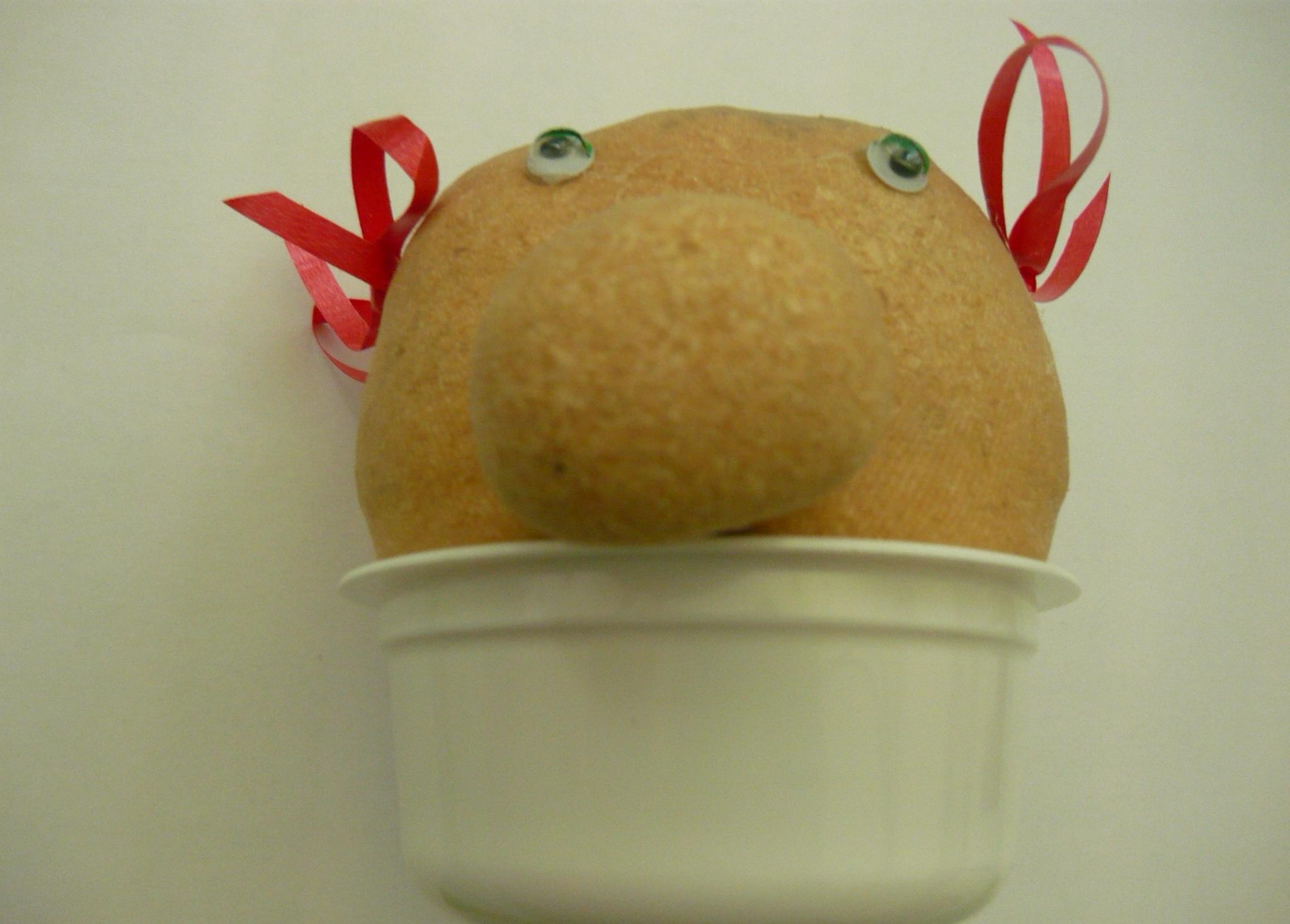
Fűfej a locsolás előtt
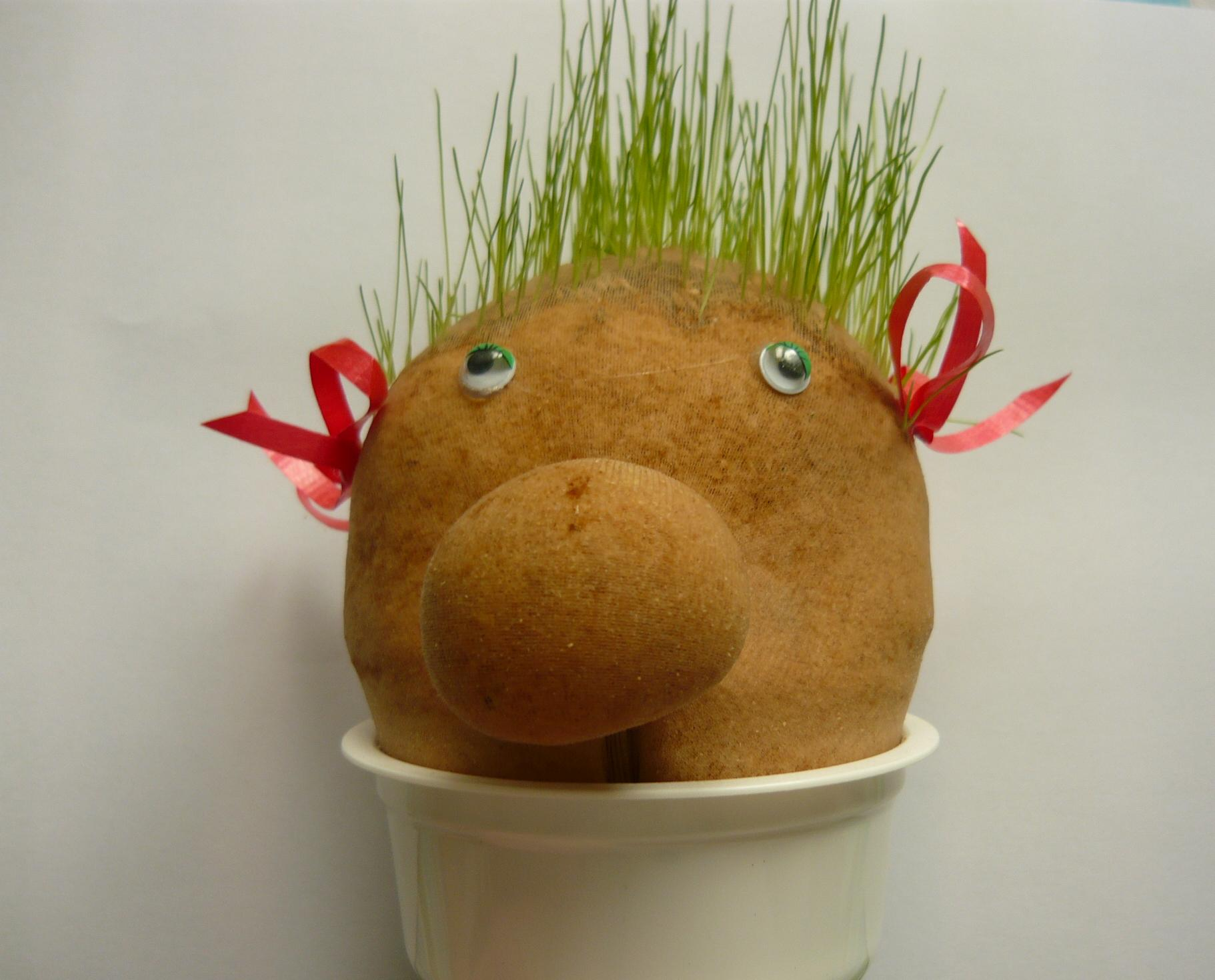
Kihajtott fűfej
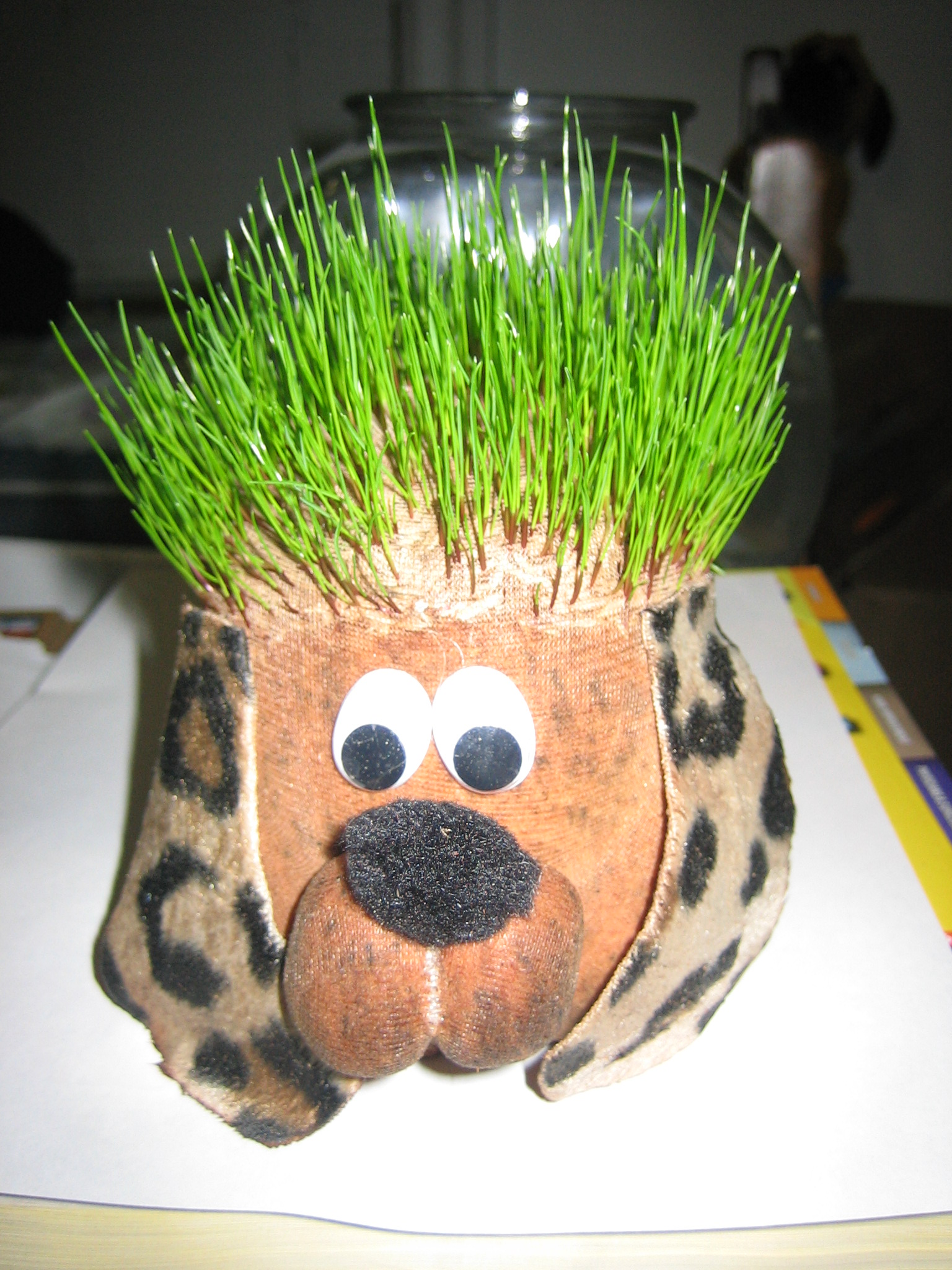
Kutya formájú fűfej